# Phù hiệu Warszawa

Huy hiệu của Warsaw

Thiết kế cho Đại hội vũ trang Warsaw ("Sempre invicta")

Huy hiệu của Warsaw bao gồm một syrenka ("nàng tiên cá nhỏ") trên một cánh đồng đỏ. Hình ảnh này đã được sử dụng từ ít nhất là giữa thế kỷ 14. Theo truyền thống, syrenka đã cầm giữ một thanh kiếm bạc mặc dù điều này không xuất hiện trên các phiên bản gần đây hơn.

## Lịch sử
Huy hiệu đầu tiên của Warsaw mô tả một con rồng có đầu người nam, mang theo một thanh kiếm và khiên. Việc sử dụng đầu tiên được biết đến là trên một con dấu từ năm 1390. Đây là con dấu vũ trang lâu đời nhất của Warsaw, bao gồm một con dấu tròn giáp với dòng chữ Latinh Sigilium Civitatis Varsoviensis (Con dấu của thành phố Warsaw). Dần dần, đầu và cơ thể của người nam được thay thế bằng người nữ, và vào cuối thế kỷ 16, cái đuôi cũng được thay đổi từ con rồng thành con cá. Phần duy nhất còn lại của huy hiệu ban đầu là thanh kiếm và khiên.
Bắt đầu từ đầu thế kỷ 17, huy hiệu Warsaw liên kết một nàng tiên cá cầm kiếm với thành phố. Từ năm 1622, huy hiệu Warsaw đã được đưa ra như một nàng tiên cá với thanh kiếm và khiên trong tay, đại diện cho Melusina từ sông Vistula (Wisła), người trong truyền thuyết đã dẫn Công tước Bolesław II của Masovia (1262-1313) đến địa điểm thích hợp (làng câu cá) và ra lệnh cho anh ta thành lập thành phố, vào khoảng năm 1294. Nguồn gốc của nhân vật huyền thoại không được biết đến đầy đủ. Phương châm của thành phố là Contemnit procellas ("Nó bất chấp những cơn bão").

## Sử dụng ngày nay
Thiết kế chính thức hiện tại của biểu tượng đã được giới thiệu vào năm 1938 nhưng nó chỉ được sử dụng ở dạng này cho đến khi bắt đầu Thế chiến II  Sau năm 1945, nhà cầm quyền Cộng sản đã thay đổi biểu tượng bằng cách gỡ bỏ vương miện. Phù hiệu đã được khôi phục về hình thức trước chiến tranh vào ngày 15 tháng 8 năm 1990.
Ngoài ra, còn có một "Biểu tượng vĩ đại của Thành phố Thủ đô Warsaw" (Herb Wielki Miasta Stołecznego Warszawy) chỉ được sử dụng cho các dịp lễ nghi. Nó bao gồm mô tả huy chương Virtuti Militari, được trao cho Thành phố để tôn vinh sự dũng cảm của công dân của nó trong Thế chiến II. Nó cũng thêm phương châm thứ hai vào biểu tượng - Semper invicta (Luôn bất khả chiến bại).
Mọi thành viên của đội kỵ binh hoàng gia của Nữ hoàng Anh đều mặc trang phục Maid of Warsaw (nàng tiên cá Warsaw), biểu tượng của Thành phố Warsaw, trên tay áo bên trái của Trang phục số 2 (Quân đội). Các thành viên của Quân đoàn Không quân Quân đội 651 của Vương quốc Anh cũng mặc trang phục Maid of Warsaw trên tay áo bên trái của Trang phục số 2 (Quân đội).

## Tượng và điêu khắc

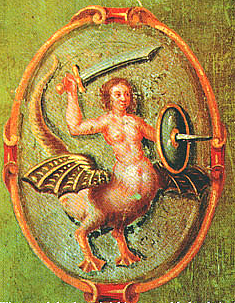
Huy hiệu 1659 của Warsaw cũ
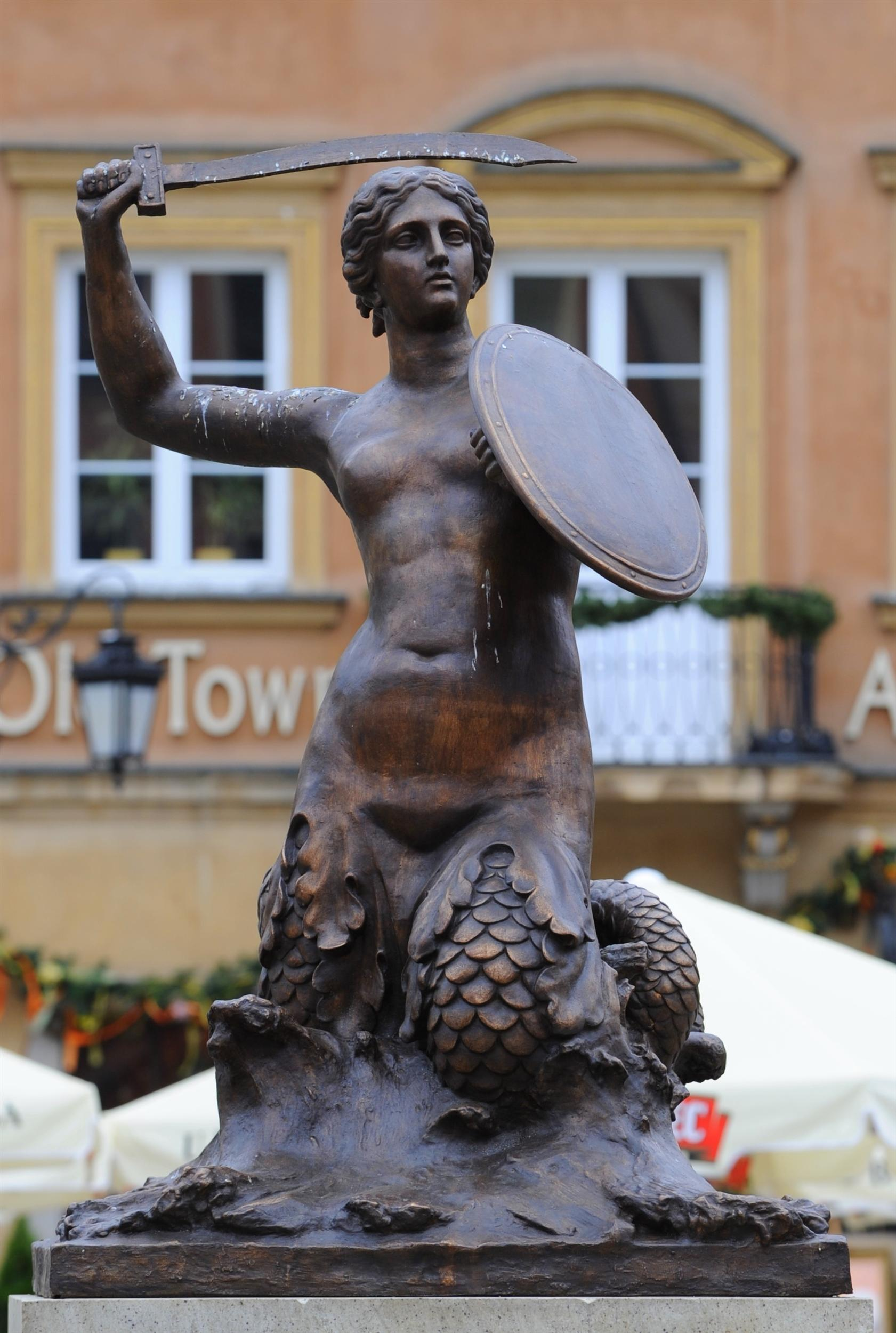
Tượng Syrenka tại quảng trường chợ Phố cổ ở Warsaw
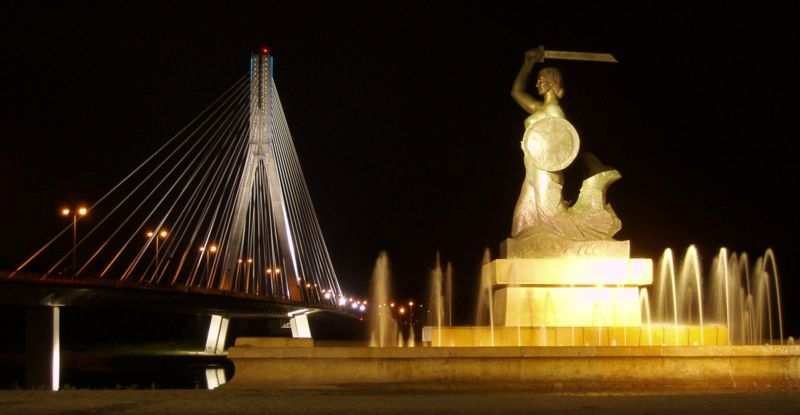
Syrenka ở Powiśle
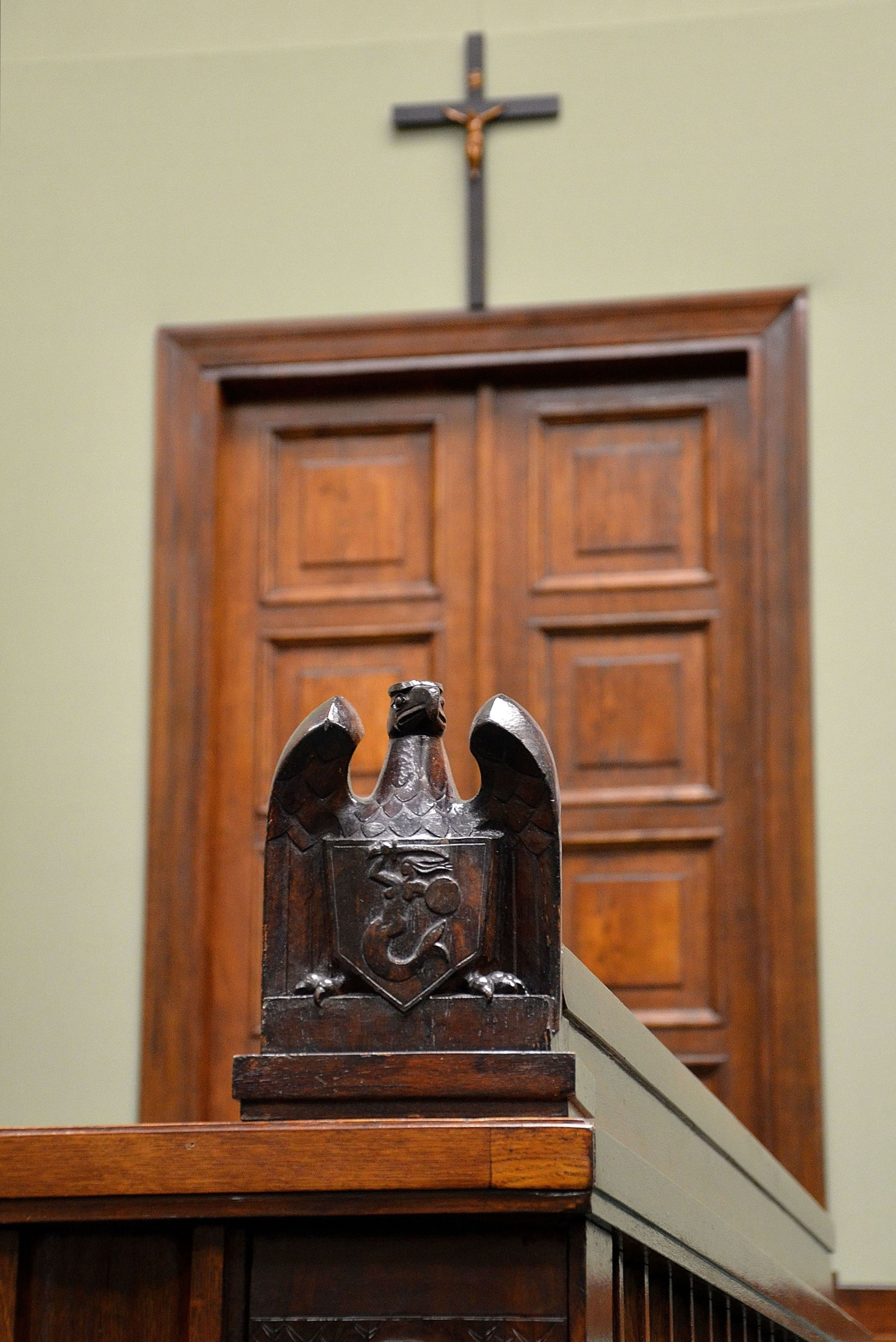
Syrenka trong Hội trường toàn thể Sejm